# Centrumkerk (Paramaribo)
 (signalé en juin 2025).
Si vous disposez d'ouvrages ou d'articles de référence ou si vous connaissez des sites web de qualité traitant du thème abordé ici, merci de compléter l'article en donnant les références utiles à sa vérifiabilité et en les liant à la section « Notes et références ».
- Archive Wikiwix
- Bing
- Cairn
- DuckDuckGo
- E. Universalis
- Gallica
- Google
- G. Books
- G. News
- G. Scholar
- Persée
- Qwant
- (zh) Baidu
- (ru) Yandex
- (wd) trouver des œuvres sur Wikidata

L'église centrale de Paramaribo (en néerlandais : Centrumkerk), est une église à plan centré de l'église réformée du Suriname construite en 1810 à Paramaribo au Suriname. C'était une église d'État jusqu'en 1975. Le bâtiment a servi de bâtiment du parlement lors de la proclamation de l'Indépendance du Suriname cette année-là. L'église est inscrite sur la liste du patrimoine mondial dans le cadre du patrimoine culturel surinamais.
Le bâtiment de l'église était situé dans le centre ville entre les maisons, sur la Kerkplein, l'ancien jardin des orangers, et s'élevait bien au-dessus des maisons. La Centrumkerk est une église à coupole octogonale, construite à l'initiative du révérend van Esch. Le bâtiment de l'église a été consacré en 1814. Il a brûlé lors de l'incendie de 1821 (nl), après quoi des offices ont eu lieu dans l'église luthérienne, dans la Loge Concordia (nl) et plus tard également dans la Grande Eglise d'état (nl) (Grote Stadskerk).
En 1833, une nouvelle église octogonale est conçue et construite par l'architecte de la ville Charles Roman (nl). L'église a été consacrée le 5 juillet 1835. Un orgue d'église fut commandé au facteur d'orgues Carl Friedrich August Naber (nl) de Deventer, mais il se perdit lors de son transport dans l'océan. Naber a construit un nouvel orgue, pour lequel le roi Guillaume II a payé. Celui-ci a survécu à la traversée et a été inauguré sur place en 1846.
Le sol de l'église actuelle est constitué en grande partie de pierres tombales de la première moitié du XVIIIe siècle. Johanna Margarete van Striep (1706-1769), épouse de Salomon Du Plessis (1705-1785), y fut enterrée. Le bâtiment a une sous-structure en brique et un toit en ardoise avec deux tours de ventilation. Les fenêtres peuvent s'incliner et s'ouvrent pendant les offices. L'intérieur est simple mais joliment fini. Deux rangées de colonnes ioniques soutiennent une voûte en berceau en bois récemment 
restaurée. La chaire a été fabriquée au Suriname au début du XIXe siècle.

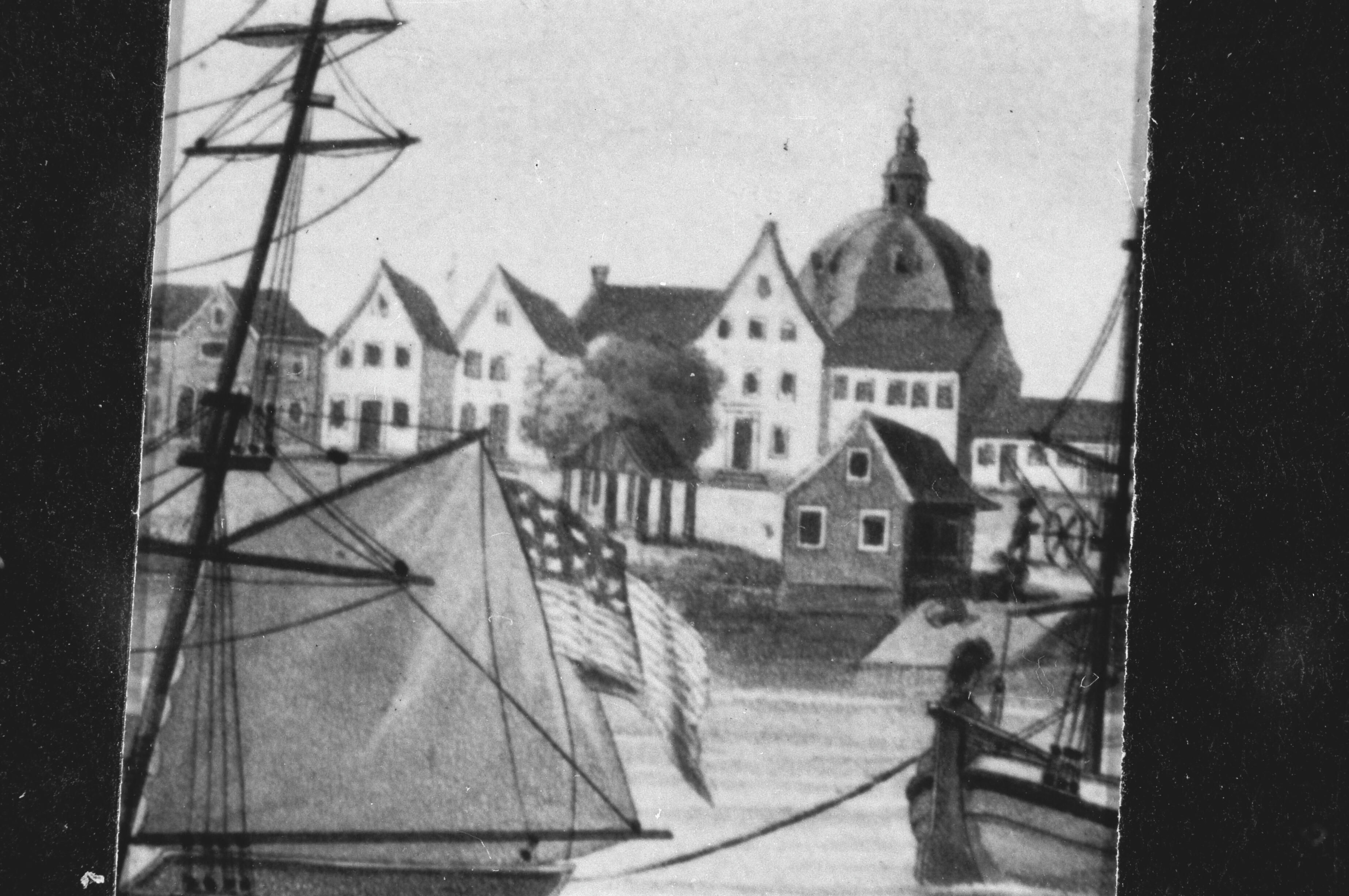
L'ancienne église à coupole de 1810, vue de la mer. (Détail du dessin F. Dieterich, 1817)
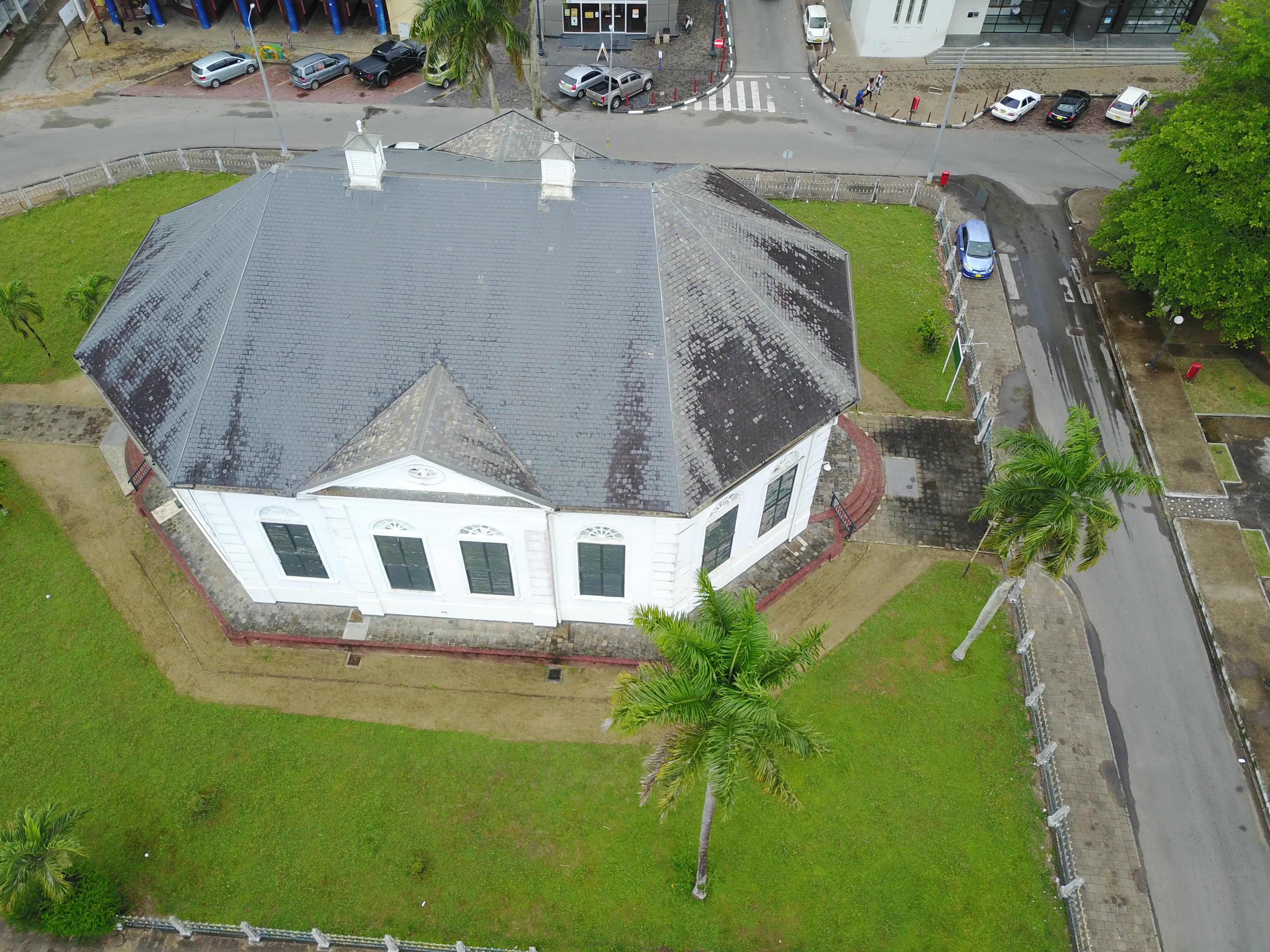
Kerkplein à Paramaribo
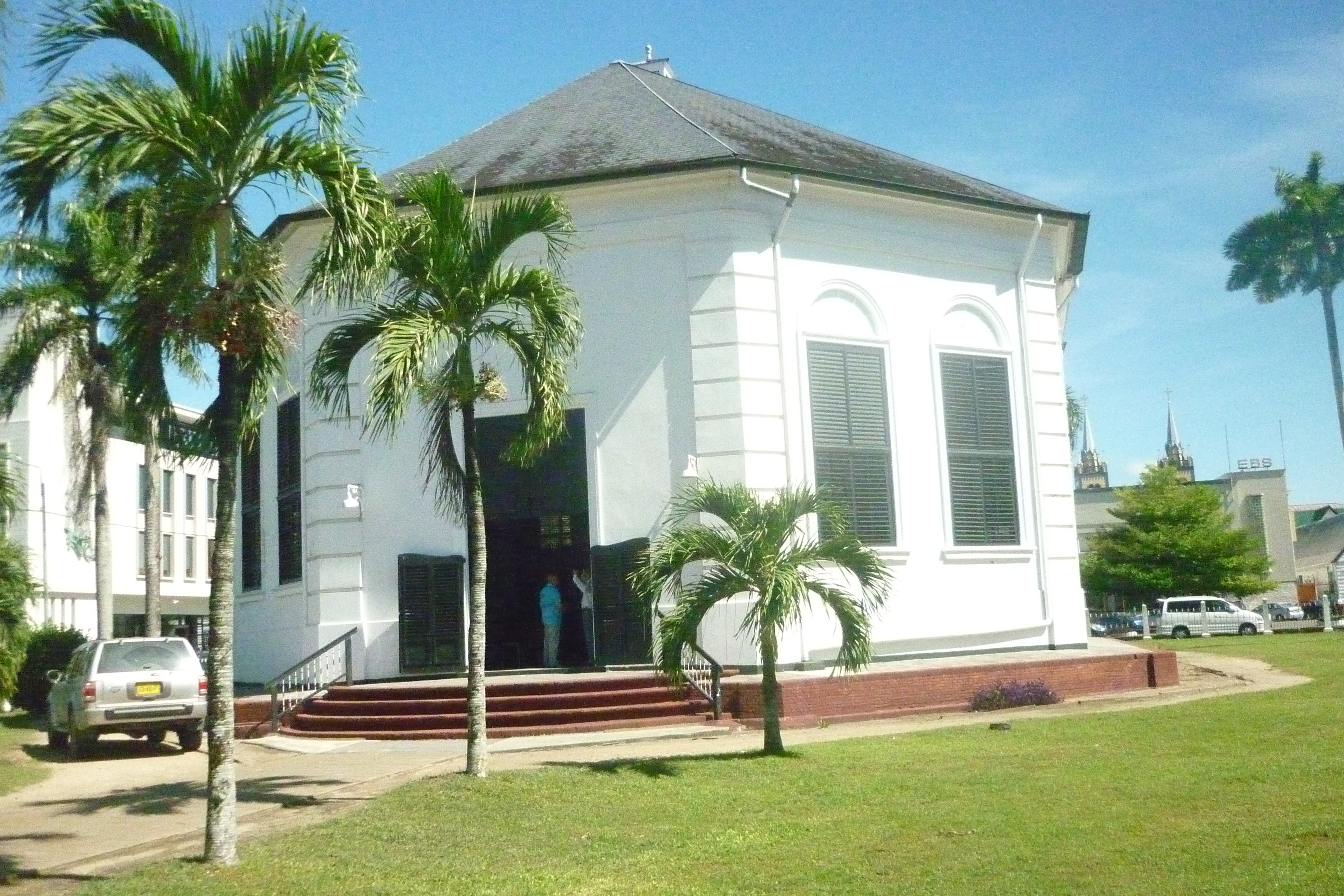
La Centrumkerk
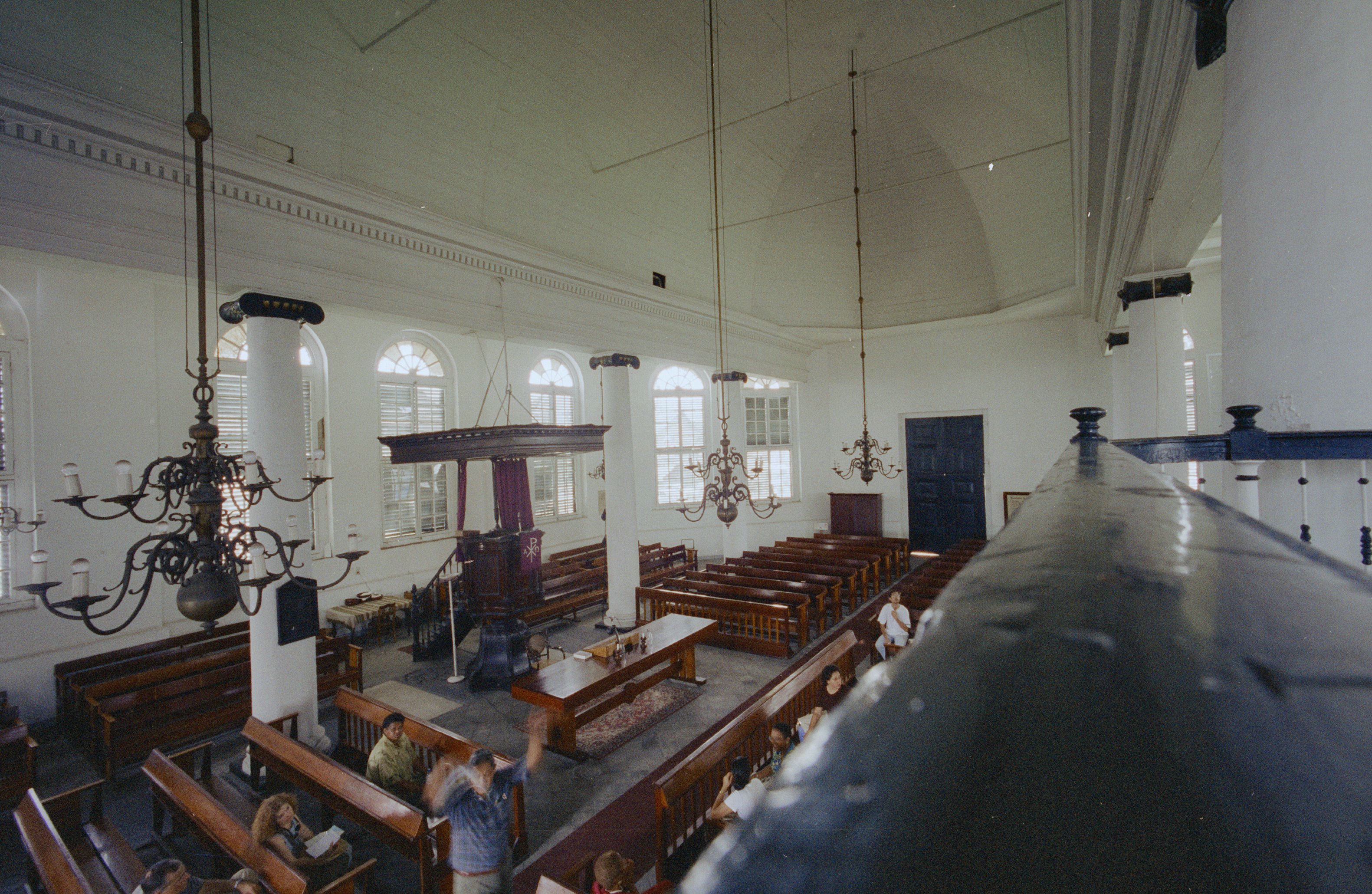
L'intérieur avec la chaire